# Carlos Scarone
Carlos Scarone (Montevideo, 11 november 1888 − aldaar, 12 mei 1965) was een Uruguayaans voetballer. Hij speelde als aanvaller onder meer voor Nacional en Boca Juniors. Hij kwam tevens uit voor het Uruguayaans voetbalelftal. Hij won tweemaal de Copa América met zijn vaderland: 1917 en 1920. Scarone overleed op 76-jarige leeftijd.

## Erelijst
River Plate Montevideo
- Uruguayaans landskampioen

1908
 CURCC Montevideo
- Uruguayaans landskampioen

1911
 Nacional Montevideo
- Uruguayaans landskampioen

1915, 1916, 1917, 1919, 1920, 1922, 1923, 1924
 Uruguay
- Copa América

1917, 1920